# Avant Browser
Avant Browserはフリーウェアのウェブブラウザ。Microsoft Windows の Trident というHTMLレンダリングエンジンを使い（IEコンポーネントブラウザ）、マイクロソフトの Internet Explorer (IE) よりも多機能で柔軟なウェブブラウザを目指している。Windows 2000 以降 Windows 10 までと幅広いバーションで動作する。IE6 から IE10 までのいずれかのバージョンの Internet Explorer をインストールしておく必要がある。
2008年11月、ダウンロード数が2250万を超えた。
41か国語に対応していた。

## 歴史
マルチ・ドキュメント・インタフェースを採用したブラウザOperaに強く影響を受けて、中国人プログラマのアンダーソン・チェにより開発が始まった。一般にInternet Explorerが推奨されているウェブサイトが多い中で、Internet Explorerと同じTridentレンダリングエンジンを採用することで問題を避けつつ、Operaのような使いやすいインタフェースをその周りに構築することを目標としている。実際このソフトウェアは当初IEoperaという名称でリリースされたが、商標問題からすぐに改名することになった。
開発者のアンダーソン・チェはユーザーから要望された機能を次々と追加していき、ポップアップのブロックや広告サーバのブロック、ActiveX・Java・ECMAScriptといったセキュリティ上問題になりそうな機能をワンクリックで停止するといった仕組みはAvant Browserが最初に実現した。
デフォルトの検索エンジンは Yahoo! Search だが、Avantfindと名付け、デザインも変えている。他の検索エンジンもアドレスバーのQuick Search機能で選択できるが、デフォルトの検索エンジンの変更方法はユーザーコミュニティで頻繁に話題になっている。
コミュニティでも盛んにツールや拡張が行われており、インフォメーションバーや XP SP2 のセキュリティ強化を利用可能にするレジストリファイルなどが公開されている。
Avant Browserの姉妹プロジェクトとしてOrca Browserがある。これは、Avant Browser風のユーザインタフェースでMozilla FirefoxのGeckoレンダリングエンジンを使えるようにしたものである。2009年12月で開発が止まっている。
マイクロソフトはヨーロッパにて競争法違反で訴えられていたが、これに関連して2010年、欧州経済領域の Microsoft Windows ユーザーに対して選択肢として12のウェブブラウザを提示することとした。この中に Avant Browser が含まれている。
2011年11月にリリースされた Avant Browser 2012 から、IE（Trident）に加え Mozilla Firefox（Gecko）エンジンを内蔵した Ultimate Version と、IE エンジンのみ内蔵の Llte Version に分化した。2012年4月リリースの build 168 からは、Ultimate Version に Google Chrome（WebKit、のちBlink）エンジンが追加された。

## 機能・特徴

### インタフェース
- タブ切り替え型インタフェース
- GoogleツールバーなどIE用ツールバーやアドインの大部分が使える。
- キーワードのハイライト表示（検索にも使える）
- RSSフィードリーダー
- キーボードショートカットによりURL入力を短縮できる。
- ウェブページを25%から500%に拡大・縮小表示
- マウスジェスチャー
- 各種スキン（21種類が本体に同梱）が用意されていて見た目を変更できる。

### セキュリティとプライバシー
- ポップアップ広告などをブロックでき、サイトごとの許可設定が可能
- 複数のプロキシサーバを設定可能
- 履歴消去

### オンラインストレージ
- オンラインストレージにブックマーク、各種設定、RSS、Webフォームへの入力設定などをセーブでき、どこからでも同じ設定をダウンロードして使用できる。
- ポータブルアプリケーションとして使用可能